# Вірджинія Черрілл
Вірджинія Черрілл (англ. Virginia Cherrill; 12 квітня 1908 — 14 листопада 1996) — американська акторка. Найвідоміша роль — сліпої квіткарки в фільмі Чарлі Чапліна «Вогні великого міста».

## Біографія
Народилася на фермі поблизу міста Картедж в Іллінойсі у сім'ї Джеймса Е. Черрілла і його дружини Бланш Вілкокс. Подорослішавши, перебралася до Голлівуду, де на матчі по боксу познайомилася з Чарлі Чапліном, який затвердив її на роль сліпої квіткарки у «Вогнях великого міста» (1931). Але їхні стосунки під час зйомок виявилися непростими. Чаплін навіть вигнав Черрілл після декількох днів зйомок і вирішив замінити її на Джорджію Гейл. Але в підсумку, побоюючись великих витрат на перезйомки, Чаплін повернув її.
Пізніше Черрілл з'явилася ще в декількох фільмах, включаючи «Велике діло Чарлі Чана» в 1933 році, але в 1936 році залишила кар'єру в кіно.
Другим шлюбом була одружена з актором Кері Грантом (1934—1935). 1937—1946 була у шлюбі з Джорджем Чайлд-Віллерсом, 9-м графом Джерсі, за яким отримала титул графині. У 1948 році пошлюбила Флоріана Мартіні, з яким проживала подальше життя в Санта-Барбарі.
Померла в Санта Барбарі від інсульту 14 листопада 1996 року на 88 році життя.
Вірджинія Черрілл є володаркою зірки на Голлівудській алеї слави.